# Anwartschaft
Anwartschaft ist die rechtlich gesicherte, regelmäßig unentziehbare Erwerbsaussicht auf ein Recht, dessen Voraussetzungen noch nicht (voll) erfüllt sind.

## Privatrecht
Im Zivilrecht spricht man von einem Anwartschaftsrecht, wenn sich die Stellung des Anwartschaftsinhabers derart verdichtet hat, dass die Erlangung eines Rechts nur noch durch die Handlungen des Rechteerhaltenden bestimmt werden und diese Rechtsposition von Dritten nicht mehr behindert werden kann. Formal ausgedrückt besteht eine Anwartschaft, wenn von einem mehraktigen Erwerbsvorgang schon so viele Teile vorgenommen worden sind, dass der endgültige Eintritt des Erwerbs allein vom Willen des Erwerbenden abhängt. Zum Beispiel bei einem Ratenkauf erwirbt der Käufer die Anwartschaft auf das Eigentum an dem Kaufgut durch die Zahlungen der Raten. Mit Zahlung der letzten Rate verwandelt sich die Anwartschaft auf das Eigentum in das Eigentumsrecht an der Sache (die Anwartschaft erstarkt dann zum Vollrecht).
Der Begriff Anwartschaft spielt auch eine Rolle beim Versorgungsausgleich nach Maßgabe des Versorgungsausgleichsgesetzes.
In der betrieblichen Altersversorgung spricht man von (un-)verfallbaren Anwartschaften (§ 2 BetrAVG).

### Private Krankenversicherung
Für die private Krankenversicherung kann eine Anwartschaftversicherung abgeschlossen werden, wenn ein späterer Eintritt in diese geplant ist oder sie vorübergehend unterbrochen wird (Ruhendstellung). Es wird zwischen kleiner und großer Anwartschaftsversicherung unterschieden. Bei einer kleinen Anwartschaft wird bei der Aktivierung der Versicherung der Gesundheitszustand nicht neu geprüft, sodass die Gefahr eines gesundheitsbedingten Risikozuschlages oder einer Ablehnung entfällt. Mit der sogenannten großen Anwartschaft wird neben dem Gesundheitszustand auch das Eintrittsalter eingefroren, sodass bei späterer Aktivierung niedrigere Beiträge anfallen.

## Öffentliches Recht
Im öffentlichen Recht wird der Begriff Anwartschaft heute im Hinblick auf Ruhegehalts- und Hinterbliebenenversorgung der öffentlich Bediensteten verwendet.
Im Sozialversicherungsrecht werden durch die Beitragszahlungen Anwartschaften auf die Versicherungsleistung begründet. So erwirbt der Versicherungspflichtige oder freiwillig Versicherte durch Einzahlen in die gesetzliche Rentenversicherung Rentenanwartschaften, die Eigentumsschutz im verfassungsrechtlichen Sinn (Art. 14 GG) genießen.

## Historisch
Im monarchischen Staatsrecht bedeutete Anwartschaft das Recht auf Nachfolge, auf Sukzession, und im früheren Lehenswesen meinte sie den Anspruch oder die Zusage auf Belehnung. Im Westfälischen Frieden 1648 wurde beispielsweise dem Kurfürstentum Brandenburg die Anwartschaft auf das Erzstift Magdeburg zugesprochen, und im Prager Vertrag von 1599 behielt sich Österreich die Anwartschaft auf die Herzogtümer Württemberg und Teck vor.